# Patrick Hadley
Patrick Arthur Sheldon Hadley (ur. 5 marca 1899 w Cambridge, zm. 17 grudnia 1973 w King’s Lynn) – brytyjski kompozytor, dyrygent i pedagog.

## Życiorys
Podczas I wojny światowej służył na froncie francuskim. Podczas walki stracił nogę, na wojnie zginął też jego brat.
Ukończył studia na University of Cambridge (1919–1922). Następnie w latach 1922–1925 uczył się w Royal College of Music w Londynie u Ralpha Vaughana Williamsa (kompozycja) i Adriana Boulta (dyrygentura). Od 1925 do 1938 roku wykładał w Royal College of Music. W 1938 roku uzyskał na Cambridge stopień doktora muzyki i podjął na tym uniwersytecie pracę jako wykładowca, w latach 1946–1962 był profesorem i kierownikiem katedry muzyki. Od 1941 do 1945 roku był dyrygentem Cambridge University Musical Society. Od 1947 roku był opiekunem muzycznym Arts Theatre w Cambridge.

## Twórczość
Twórczość Hadleya ma charakter narodowy, w swoich dziełach kompozytor wykorzystywał melodie zaczerpnięte z angielskiego folkloru muzycznego oraz teksty mówiące o rodzimej historii i przyrodzie. Kantatę Travellers z 1942 roku poświęcił członkom Gonville and Caius College w Cambridge, walczącym na frontach II wojny światowej, z kolei w kantacie Fen and Flood (1954), nawiązującej do katastrofalnej powodzi we wschodniej Anglii z 1953 roku, opiewa walkę mieszkańców z żywiołem. Pod względem stylistycznym jego kompozycje mają liryczny i eklektyczny charakter. Jako dyrygent propagował twórczość kompozytorów brytyjskich.

## Wybrane kompozycje
(na podstawie materiałów źródłowych)

### Poematy symfoniczne
- Kinder Scout (1925)
- One Morning in Spring (1942)

### Utwory kameralne
- Kwartet smyczkowy (1933)
- Fantazja na 2 skrzypiec i fortepian (1938)

### Utwory głos solowy i orkiestrę
- Ephemera, tekst W.B. Yeats (1924)
- Scene from „The Woodlanders”, tekst Thomas Hardy (1926)
- Mariana, tekst Alfred Tennyson (1937)
- Lines from „The Cenci”, tekst Percy Bysshe Shelley (1951)
- Crazy Jane, tekst W.B. Yeats (1958)

### Kantaty
- The Trees so High (1931)
- La belle dame sans merci (1935)
- Travellers (1942)
- The Hills (1944)
- Fen and Flood (1954)
- Connemara (1958)